# ファゴリソソーム

食作用の過程。リソソーム（緑）がファゴソームと融合することでファゴリソソームが形成される（2）。

ファゴリソソーム（英: phagolysosome）またはエンドリソソーム（英: endolysosome）は、食作用の過程でファゴソームがリソソームと融合することで形成される細胞質構造である。ファゴリソソームの形成は細胞内で微生物や病原体を破壊するために必要不可欠である。ファゴソームとリソソームの膜が「衝突」することで融合が起こり、加水分解酵素を含むリソソームの内容物がファゴソームへ放出され、ファゴソームが取り込んだ粒子が消化される。消化産物のうち有用な物質は細胞質へ移動し、他のものはエキソサイトーシスによって排出される。
ファゴソームとリソソームの膜の融合はRab5タンパク質によって調節される。Rab5はこれら2つの細胞小器官の間の物質交換を可能にするが、膜の完全な融合は防いでいる。

## 機能
ファゴリソソームは内部環境のpHを低下させ、酸性化することで機能する。これは微生物や他の有害な寄生虫に対する防御機構として機能し、また分解酵素の活性に最適な環境を提供する。
微生物はファゴリソソーム内で酸化的過程と非酸化的過程の組み合わせによって破壊される。酸化的過程は呼吸バーストとしても知られており、非ミトコンドリア型の活性酸素種産生が含まれる。
ファゴリソソームはpHや炭素源と窒素源の濃度を低下させることで、菌類の生育を阻害する。例としては、カンジダCandida albicansの菌糸の阻害が挙げられる。
ヒトの好中球では、ファゴリソソームによる病原体の破壊は次亜塩素酸の産生によっても行われる。

## ファゴリソソームを乗っ取る病原体
Q熱の病原体であるCoxiella burnetiiは、宿主細胞の酸性のファゴリソソームで生存し、増殖する。ファゴリソソームの酸性環境は、C. burnetiiがグルコース、グルタミン酸、プロリンを輸送し、核酸とタンパク質を合成するために必要不可欠である。
同様に、無鞭毛期のリーシュマニアは、すべてのプリン、さまざまなビタミン、多数の必須アミノ酸を宿主のファゴリソソームから得る。また、リーシュマニアは宿主のファゴリソソームでのタンパク質分解からヘムを獲得する。